# 진후 타
진후 타(陳侯 佗, 기원전 754년 ~ 기원전 706년, 재위: 기원전 707년 음력 1월 ~ 기원전 706년 음력 8월)는 중국 춘추 시대 진나라(陳)의 13대 임금으로, 휘는 타(佗)이다. 다른 이름으로 타(他)와 오보(五父)가 있으며, 문공의 아들이자 환공의 동생이다. 《사기》에 따르면 생모는 채나라 사람이나, 이는 저자 사마천이 진타를 여공과 같은 사람으로 착각한 데서 나온 착오로 보인다.

## 사적
기원전 707년 정월, 환공이 병든 틈을 타 태자 면(免)을 죽이고 진후가 되었다. 환공은 얼마 못 가 죽었다. 자산이 기원전 548년에 진나라(陳)를 침입하고 결과를 패자 진나라(晉)에 보고하는 자리에서 진후 타는 정나라 장공의 도움을 받아 진나라 임금이 되었다고 했다.
이듬해 8월, 채나라 사람들에게 시해되었다. 개원한 후 한 해를 넘기지 않았기 때문에 시호를 받지 못하였고, 환공의 아들이며 채나라 공실을 외척으로 둔 약이 뒤를 이었다.